# Филип Јанковић (сликар)
Филип Јанковић (Горња Горица, Подгорица, 28. август 1935.) српски је сликар и ликовни педагог из Црне Горе.

## Биографија
Јанковић је 1955. уписао Академију ликовних уметности у Београду. Студирао је у класи Љубице Сокић, Марка Челебоновића, Мила Милуновића и Недељка Гвозденовића. 1960. године је дипломирао, а 1964. завршио трећи степен студија на истој Академији. 
Сликао је 1970-1971 у класи професора Синжијера на Академији ликовних уметности у Паризу, као и на многим потоњим студијским путовањима у Грчкој, Холандији, Немачкој, Француској, Италији, Русији и Енглеској.
Поред сликарства, бавио се и педагошким радом. Радио је као професор на Педагошкој академији у Никшићу (1964–1969), а затим у основној школи у Подгорици (1969–1979).
2010. му је додељен статус истакнутог културног ствараоца Црне Горе.

## Самосталне изложбе
- Титоград/Подгорица (1962, 1964, 1974, 1982, 1993, 1995, 1996, 1998);
- Београд (1964, 1974-1975, 1978, 1987);
- Никшић (1966, 2003);
- Цетиње (1969);
- Будва (1974);
- Котор (1978, 1984, 2002, 2005);
- Свети Стефан (1983);
- Загреб (1983);
- Њујорк (1984);
- Тиват (1984);
- Херцег Нови (1984, 1997, 2001, 2004, 2005, 2006);
- Штутгарт (1988);
- Манхајм (1989, 1993);
- Шпајер (1989).

## Групне изложбе
- Ликовно стваралаштво младих, Београд (1964);
- "Октобарски салон", Београд (1964);
- “Јесењи салон”, Париз (1967);
- Црногорско сликарство, Клуж (1968);
- “4. јесењи салон”, Бања Лука (1968);
- “Салон 13. новембар”, Цетиње (1968);
- Изложба Савеза ликовних уметника Југославије, Загреб (1970);
- “Послератна црногорска уметност”, Београд (1970);
- Стипендисти француске владе, Париз (1970);
- “Послератна црногорска уметност”, Рим (1972);
- “Послератна црногорска уметност”, Бари – Париз (1972);
- Критичари су изабрали, Београд (1972);
- “Југословенски пејзаж”, Зрењанин (1974);
- 3. изложба југословенског портрета, Тузла (1975);
- Са УЛУЦГ у Данској и СССР (1977);
- Салон “13. новембар”, Цетиње (1979);
- “Пејзаж у црногорском сликарству 1900 -1997”, Земље Северне Африке, Кипар и Аустрија (1979-1980);
- Југословнески тријанале, екологија и уметност, Марибор (1980);
- Савремено црногорско сликарство, СР Немачка (1980);
- Југословенски позоришни портрет 1945, Тузла (1980);
- 2. бијанале акварела Југославије, Карловац (1981);
- Изложба Савеза ликовних уметника Југославије, Скопље (1981);
- “Уметност на тлу Црне Горе од праисторије до данас”, Москва (1981);
- “Савремено југословенско сликарство”, Загреб (1982);
- 3. бијанале акварела Југославије, Карловац (1983);
- 4. бијанале акварела Југославије, Карловац (1985);
- 29. Херцегновски зимски салон (1996);
- Југословенски пејзаж, Сомбор (1996);
- Савремено црногорско сликарство, Аустрија (1996);
- Савремено црногорско сликарство, Вашингтон (1997);
- Црногорска умјетност, Сарајево (2002);
- Савремена црногорска уметност, Беч (2006).

## Награде
- Прва Награда за сликарство Универзитетског одбора, Београд (1959);
- Награда ослобођења Титограда, Титоград (1965);
- Тринаестојулска награда СРЦГ (1970);
- Прва награда за сликарство на изложби „Умјетници Титограда“ (1980, 1985);
- Орден рада са златним венцем за нарочите заслуге и постигнуте успехе у раду од значаја за напредак земље Председништва Социјалистичке Федеративне Републике Југославије (1986);
- Награда УЛУЦГ „Милуновић, Стијовић, Лубарда“ (1991);
- Награда за најбољу изложбу у 2008. години (2009);[1]
- Државна награда „Петар Лубарда“ (2015).[4]

## Уметнички стил
Јанковић слика мртве природе, цвеће, портрете и пејзаже, који представљају његово мотивско опредељење, реализује ликовним језиком традиционалног и модерног израза – експресионизмом и асоцијативном апстракцијом. На раним радовима реалистичке предметности (цртежи, графике, слике) јавља се наговештај експресивног ритмовања простора и феномен луминизма, који ће обележити његово сликарство шесте деценије (Соња, 1969; Мртва природа са чашом, 1969). Након повратка у Црну Гору 1971. најчешће слика цвеће у чаши/вази, на којима позадину продубљује сугестивним ефектима полусенки (Чаша са цвијећем, 1980), и мртве природе (Мртва природа са лубеницом, 1974). На овим сликама је евидентно дискретно апстраховање форме, да би, након боравка у Манхајму, дошло до значајних промена у Јанковићевом изразу. Потези су му енергичнији, експресивнији, чулнији, а у хроматску скалу уводи веће површине тамноплаве, скоро црне, али и звучне тонове жуте, црвене, розе, плаве. Сваки делић платна је прекривен бојом или испуњен асоцијативним и конкретним предметима: мртве природе, цвеће (Испред врата, 2000; Плава лампа, 2000; Цвијеће и сунцокрети, 2005). Некад композицију обогати детаљима нотираним са неколико елегантних потеза, који померају форму из „плошне” димензије, док нежним, розе и плавим сенкама, које неприметно вибрирају, ствара илузију дубине. Од 2007. на сликама снажног гестуалног и колористичког експресионизма преовладава драматичнија и динамичнија нота, којом Јанковић изражава своје унутрашње немире (Плава лампа, 2007; Ентеријер, 2007). Предели Подгорице и околине, приморски пејажи (Рафаиловићи, 2007) и мотиви са Скадарског језера, одишу медитеранском атмосфером, у којој се форме „купају” у светлошћу засићеној атмосфери, некад са меланхоличним призвуком (Морача, 1999).